# 옥중도
"옥중도"(獄中刀, The Rescue)는 한국에서 제작된 신강 감독의 1971년 영화이다. 김지수 등이 주연으로 출연하였고 신상옥 등이 제작에 참여하였다.

## 출연

### 주연
- 김지수